# 高井郡
- 令制国一覧 > 東山道 > 信濃国 > 高井郡
- 日本 > 中部地方 > 長野県 > 高井郡

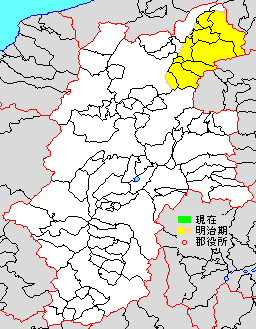
長野県高井郡の範囲

高井郡（たかいぐん）は、長野県（信濃国）にあった郡。

## 郡域
現在の下記の区域にあたるが、行政区画として画定されたものではない。
- 須坂市、上高井郡、下高井郡の全域
- 長野市の一部（若穂各町・松代町大室）
- 中野市の一部（概ね千曲川以東）
- 飯山市の一部（同上）
- 下水内郡栄村の一部（同上）

## 古代
和名類聚抄に見える郷名は穂科、小内、稲向、日野、神戸と記述されている。

### 式内社
『延喜式』神名帳に記される郡内の式内社。
| 神名帳     | 神名帳 | 神名帳 | 神名帳 | 比定社 | 比定社 | 比定社 | 集成 |
| 社名       | 読み   | 格     | 付記   | 社名   | 所在地 | 備考   | 集成 |
| ---------- | ------ | ------ | ------ | ------ | ------ | ------ | ---- |
| 高井郡     |        |        |        |        |        |        |      |
|            |        |        |        |        |        |        |      |
| 凡例を表示 |        |        |        |        |        |        |      |

## 近代以降の沿革
所属町村の変遷は上高井郡#郡発足までの沿革、下高井郡#郡発足までの沿革をそれぞれ参照
- 「旧高旧領取調帳」に記載されている明治初年時点での支配は以下の通り。下記のほか寺社領、寺社除地[1]が存在。国名のあるものは飛地領。（154村）
  - 後の上高井郡域（57村） - 幕府領（中野代官所、松代藩預地）、松代藩、須坂藩、越後椎谷藩
  - 後の下高井郡域（97村） - 幕府領（中野代官所、松代藩預地）、松代藩、須坂藩、越後椎谷藩
- 慶応4年2月17日（1868年3月10日） - 幕府領の一部（中野代官所）が名古屋藩の管轄となる。
- 明治2年2月30日（1869年4月11日） - 幕府領の一部（中野代官所）が伊那県の管轄となる。
- 明治3年
  - このころ幕府領（松代藩預地）が伊那県の管轄となる。
  - 9月17日（1870年10月11日） - 伊那県の管轄区域が中野県の管轄となる。
- 明治4年
  - 6月22日（1871年8月8日） - 中野県が改称して長野県となる。
  - 7月14日（1871年8月29日） - 廃藩置県により藩領が松代県、須坂県、椎谷県の管轄となる。
  - 11月20日（1871年12月31日） - 第1次府県統合により全域が長野県の管轄となる。
- 明治12年（1879年）1月4日 - 郡区町村編制法の長野県での施行により、高井郡のうち、須坂町ほか1町44村の区域に上高井郡が、中野町ほか1町56村の区域に下高井郡がそれぞれ行政区画として発足。同日高井郡消滅。